# 齊惠公
齊惠公（？—前599年），姜姓，名元，齊桓公之子、母親為衛國女子少衛姬，妻为萧同叔子。
他因躲避齊國內亂，所以逃往衛國。齐惠公的弟弟齊懿公即位後，非常驕橫，人心不歸附。所以齊懿公被邴歜和閻職殺死後，齊國人廢黜懿公之子而從衛國迎接公子元回齊，是爲齊惠公。在位期间为了亲近鲁国，在鲁文公新丧之际，同意出使齐国的东门襄仲弑杀齐女哀姜所生的鲁太子恶而改立太子恶的庶兄公子俀，即鲁宣公。在位十年至公元前599年，齊惠公死，其子齊頃公無野繼位。當初，崔杼曾得到惠公寵幸，等到惠公死後，高氏、國氏怕受他脅迫，把崔杼驅逐出國，崔杼便逃到衛國。後來崔杼扶立齊莊公即位。
在位期間執政為國佐、高固。